# Bamanophis dorri
Genre
Espèce
Synonymes
- Periops dorri Lataste, 1888

Statut de conservation UICN

 LC  : Préoccupation mineure
Bamanophis dorri, unique représentant du genre Bamanophis, est une espèce de serpents de la famille des Colubridae.

## Répartition
Cette espèce se rencontre dans le nord du Bénin, au Burkina Faso, dans le nord du Ghana, au Mali, en Mauritanie, au Sénégal et au Togo.

## Description
Dans sa description Fernand Lataste indique que le spécimen adulte en sa possession mesure 73,5 cm dont 9,6 cm pour la queue tout en précisant que celle-ci lui parait incomplète.

## Étymologie
Cette espèce est nommée en l'honneur du capitaine M. E. Dorr.

## Publications originales
- Lataste, 1888 : Description d’un ophidien diacrantérien nouveau. Le Naturaliste : journal des échanges et des nouvelles, sér. 2, vol. 2, p. 227 (texte intégral).
- Schätti & Trape, 2008 : Bamanophis, a new genus for the West African colubrid Periops dorri Lataste, 1888 (Reptilia: Squamata: Colubrinae). Revue Suisse de Zoologie, vol. 115, no 4, p. 595-615 (texte intégral).